# Университет Бхимрао Амбедкара
Университет имени Бхимра́о Амбе́дкара (англ. Dr. Bhimrao Ambedkar University), прежнее название —Университет А́гры (англ. Agra University) — государственный университет в г. Агра, Уттар-Прадеш, Индия. Основан в 1927 году. Один из старейших вузов штата Уттар-Прадеш. Назван в честь индийского политического деятеля Бхимрао Амбедкара.

## Известные выпускники и преподаватели
- Шарма, Шанкар Даял
- Бабу Гулабрай